# Infinity on High
Infinity on High è il terzo album della band statunitense dei Fall Out Boy. L'album precedente è stato From Under the Cork Tree, uscito nel 2005. L'album doveva uscire a fine 2006, ma il suo lancio è stato posticipato a febbraio 2007. Infinity on High ha debuttato al 1º posto nella Billboard 200.
Sono stati estratti cinque singoli dall'album: The Carpal Tunnel of Love, This Ain't a Scene, It's an Arms Race, Thnks fr th Mmrs, The Take Over, the Breaks Over e I'm Like a Lawyer with the Way I'm Always Trying to Get You Off (Me & You).

## Il nome
Il nome è stato ispirato da una lettera scritta da Vincent van Gogh, nella quale spiegava il significato e il vigore che dava alle sue opere pittoriche. Il titolo originale della lettera era: "Be clearly aware of the stars and infinity on high. Then life seems almost enchanted after all."

## Tracce
1. Thriller – 3:29
2. The Take Over, the Breaks Over – 3:33
3. This Ain't a Scene, It's an Arms Race – 3:32
4. I'm Like a Lawyer with the Way I'm Always Trying to Get You Off (Me & You) – 3:31
5. Hum Hallelujah – 3:50 (musica: Leonard Cohen)
6. Golden – 2:32 (musica: Wesley Eisold)
7. Thnks fr th Mmrs – 3:23
8. Don't You Know Who I Think I Am? – 2:51
9. The (After) Life of the Party – 3:21
10. The Carpal Tunnel of Love – 3:23 (musica: Wesley Eisold)
11. Bang the Doldrums – 3:31 (musica: Wesley Eisold)
12. Fame < Infamy – 3:06
13. You're Crashing, but You're No Wave – 3:42
14. I've Got All This Ringing in My Ears and None on My Fingers – 4:06

## Formazione
- Patrick Stump - voce, chitarra, pianoforte
- Pete Wentz - basso, cori
- Andrew Hurley - batteria
- Joe Trohman - chitarra, cori

## Successo commerciale
Infinity on High ha debuttato nella Billboard 200 al 1º posto, vendendo 260 000 copie nella sua prima settimana in chart. Nella seconda settimana scende in quinta posizione, avendo venduto 119 000 copie; nella terza settimana sale di due posizioni andando al 3º posto, avendo venduto 79 000 copie; la settimana successiva scende alla 4ª posizione, vendendo 67 000 copie, e successivamente alla 8ª, con 58 000 copie vendute. Nella sua 6ª settimana scende al 9º posto, con 43 000 copie vendute.

## Classifiche
| Classifica (2013) | Posizione raggiunta |
| ----------------- | ------------------- |
| Australia         | 4                   |
| Canada            | 2                   |
| Francia           | 17                  |
| Germania          | 25                  |
| Nuova Zelanda     | 1                   |
| Regno Unito       | 2                   |
| Stati Uniti       | 1                   |